# 飞虹乡
飞虹乡，是中华人民共和国四川省阿坝藏族羌族自治州茂县曾经下辖的一个乡。2019年12月，撤消飞虹乡，原飞虹乡水草坪村、深沟村、浅沟村、浑沟村、擦耳岩村所属行政区域划为沟口镇的行政区域，以原飞虹乡苏家坪村和原黑虎乡所属行政区域为黑虎镇的行政区域。

## 行政区划
飞虹乡撤销前下辖以下地区：
擦尔岩村、苏家坪村、水草坪村、浑沟村、浅沟村和深沟村。